# Etheostoma clinton
Etheostoma clinton is een straalvinnige vissensoort uit de familie van de echte baarzen (Percidae). De wetenschappelijke naam van de soort is voor het eerst geldig gepubliceerd in 2012 door Mayden & Layman.